# Radomír Sokol
Radomír Sokol (* 16. října 1949) je český fotbalový trenér a činovník (funkcionář).

## Trenérská kariéra
V československé lize byl společně s Ivanem Novákem asistentem Michala Jelínka v Dukle Praha v sezoně 1991/92. Duklu pak vedl jako hlavní trenér po pádu do třetí ligy v ročníku 1994/95.